# فندق الأقواس السبعة
فندق الأقواس السبعة هو فندق يقع في الجزء الشرقي من القدس، فلسطين. شُيّد في عام 1964 عندما كانت المدينة تحت الإدارة الأردنيّة، حيث يُعتبر إلى الآن مُلكًا للحكومة الأردنيّة، بالرغم من احتلال إسرائيل للقدس الشرقيّة منذ حرب 1967، ويُدار اليوم بقانون حارس أملاك الغائب الإسرائيلي.

## التاريخ
تم البدء ببناء الفندق في جبل الزيتون المُطِلّ على قبّة الصخرة عام 1962، واستمر العمل لعامين، حيث تم افتتاح الفندق في 20 آذار/ مارس 1964. وقد شغلت المبنى في الماضي شبكة فنادق إنتركونتننتال الدوليّة، حيث كان يُعتَبر في فترة الستينيّات من أكبر فنادق القدس. وقد عُقد فيه المؤتمر التأسيسي لمنظمة التحرير الفلسطينيّة في عام 1964. أما اليوم فهو يُستخدم أساسًا كنُزُل للحجّاج ولمناسبات مختلفة.
سيطر الجيش الإسرائيلي على الفندق بعد احتلاله للقدس الشرقيّة عام 1967، حيث خضع المبنى لقانون أملاك الغائبين منذ ذلك الحين. وقد عملت الحكومة الإسرائيليّة على إضافة عدّة غرف للمبنى لاحقًا، حيث انتهت من ترميمه عام 2016، وهو ما عارضته الحكومة الأردنيّة باستمرار، مطالبة باسترجاع ملكيّته، خاصةً بعد توقيع معاهدة السلام.

## التصميم
يتضمّن الفندق، الذي صمّمه المعمار الأمريكي وليام بي تابلر بطراز حديث، مبنى مركزيًا وفيه سبعة أقواس وقسمان مرتبطان به بأروقة على أعمدة، وفي سفح الفندق ساحة تطل على البلدة القديمة وتجتذب إليها الكثير من السيّاح.

## وصلات خارجية
- الموقع الإسرائيلي للفندق (بالإنجليزية)
- قانون أملاك الغائبين... هل تنجح مساعي استعادة أراضي وممتلكات الأردنيين في فلسطين؟، Sputnik News